# العلاقات البلجيكية البوتسوانية
العلاقات البلجيكية البوتسوانية هي العلاقات الثنائية التي تجمع بين بلجيكا وبوتسوانا.

## مقارنة بين البلدين
هذه مقارنة عامة ومرجعية للدولتين:
| وجه المقارنة                                              | بلجيكا                                                                              | بوتسوانا                       |
| --------------------------------------------------------- | ----------------------------------------------------------------------------------- | ------------------------------ |
| المساحة (كم2)                                             | 30.53 ألف                                                                           | 581.74 ألف                     |
| عدد السكان (نسمة)                                         | 11.37 مليون                                                                         | 2.29 مليون                     |
| الكثافة السكانية (ن./كم²)                                 | 372.42                                                                              | 3.94                           |
| العاصمة                                                   | بروكسل                                                                              | غابورون                        |
| اللغة الرسمية                                             | اللغة الهولندية، لغة فرنسية، اللغة الألمانية                                        | لغة إنجليزية                   |
| العملة                                                    | يورو، فرنك بلجيكي                                                                   | بولا بوتسواني                  |
| الناتج المحلي الإجمالي (بليون دولار)                      | 492.68 مليار                                                                        | 17.41 مليار                    |
| الناتج المحلي الإجمالي (تعادل القوة الشرائية) بليون دولار | 514.74 مليار                                                                        | 35.84 مليار                    |
| الناتج المحلي الإجمالي الاسمي للفرد دولار أمريكي          | 40.32 ألف                                                                           | 6.36 ألف                       |
| الناتج المحلي الإجمالي للفرد دولار أمريكي                 | 43.44 ألف                                                                           | 16.10 ألف                      |
| مؤشر التنمية البشرية                                      | 0.890                                                                               | 0.698                          |
| رمز المكالمات الدولي                                      | +32                                                                                 | +267                           |
| رمز الإنترنت                                              | .be                                                                                 | .bw                            |
| المنطقة الزمنية                                           | توقيت وسط أوروبا، ت ع م+01:00، ت ع م+02:00، توقيت وسط أوروبا الصيفي، أوروبا/بروكسل ‏ | ت ع م+02:00، توقيت وسط إفريقيا |

## مدن متوأمة
في ما يلي قائمة باتفاقيات التوأمة بين مدن بلجيكية وبوتسوانية:
- ترتبط جينك مع فرانسيستاون باتفاقية توأمة.

## منظمات دولية مشتركة
يشترك البلدان في عضوية مجموعة من المنظمات الدولية، منها:
| علم المنظمة | اسم المنظمة                               | تاريخ انضمام بلجيكا | تاريخ انضمام بوتسوانا |
| ----------- | ----------------------------------------- | ------------------- | --------------------- |
|             | الاتحاد البريدي العالمي                   | ?                   | ?                     |
|             | مؤسسة التنمية الدولية                     | 2 يوليو 1964        | 24 يوليو 1968         |
|             | منظمة حظر الأسلحة الكيميائية              | ?                   | ?                     |
|             | منظمة التجارة العالمية                    | ?                   | ?                     |
|             | الأمم المتحدة                             | 27 ديسمبر 1945      | 17 أكتوبر 1966        |
|             | وكالة ضمان الاستثمار متعدد الأطراف        | 18 سبتمبر 1992      | 15 مايو 1990          |
|             | منظمة الشرطة الجنائية الدولية             | ?                   | ?                     |
|             | مؤسسة التمويل الدولية                     | 27 ديسمبر 1956      | 23 مارس 1979          |
|             | الاتحاد الدولي للاتصالات                  | 1866                | 2 أبريل 1968          |
|             | البنك الدولي للإنشاء والتعمير             | 27 ديسمبر 1945      | 24 يوليو 1968         |
|             | البنك الإفريقي للتنمية                    | ?                   | ?                     |
|             | المركز الدولي لتسوية المنازعات الاستشارية | 26 سبتمبر 1970      | 14 فبراير 1970        |
|             | يونسكو                                    | 29 نوفمبر 1946      | 16 يناير 1980         |

## وصلات خارجية
- موقع وزارة الخارجية البلجيكية
- موقع وزارة الخارجية البوتسوانية